# Arroyo Pelotas
El arroyo Pelotas es un arroyo brasileño que atraviesa el estado de Rio Grande do Sul.
Nace en la sierra de Pelotas, en el encuentro de otros dos arroyos, el Caneleiras y el arroyo Quilombo, desemboca en el canal San Gonzalo tras recorrer alrededor de 60 km.
- Datos: Q2863649